# Storia di Amalfi
(Ibn Hawqal, scritto nel 977)

Bandiera della Repubblica di Amalfi

Secondo il Chronicon Amalphitanum, la città di Amalfi fu fondata da un gruppo di patrizi Romani che, avendo intenzione di trasferirsi da Roma a Costantinopoli per via delle scorrerie barbariche, avrebbero fatto naufragio sulla coste presso Ragusa. Persi i mezzi per arrivare in Oriente, questi Romani avrebbero cercato in Italia un posto riparato e facilmente difendibile da cui condurre i propri commerci, e lo avrebbero trovato nell'inaccessibilità della Costiera amalfitana.
Secondo il monaco longobardo Erchemperto, questi patrizi romani sarebbero invece naufragati in Puglia, avrebbero prima fondato la città di Melphi (oggi Melfi) in Basilicata, e poi in cerca di una località difesa ed affacciata sul mare avrebbero sarebbero arrivati anche in costiera amalfitana dove la nuova città si sarebbe chiamata, per omonimia, Amalfi.
Nella realtà furono i napoletani del Ducato che, per difendersi dall'invasione dei Longobardi di Alboino, trasformarono il villaggio in fortezza (castrum). Gli Amalfitani, a ridosso della montagna che li isolava dagli agglomerati campani del golfo di Salerno, riuscirono poi a espandere le loro attività sul mare con il commercio. La posizione strategica in cui sorgeva Amalfi, tra le montagne e il mare, fece acquisire al piccolo agglomerato una notevole importanza durante la lotta tra Bizantini e Longobardi.
L'influenza napoletana-bizantina non impedì agli abitanti di Amalfi di godere di una sostanziale "autonomia periferica" dal Ducato che andò sempre più rafforzandosi nel corso degli anni. Ciò permise un notevole sviluppo dei commerci e dei traffici di gente nella costiera amalfitana. Essi erano, inoltre, agevolati anche dalle ottime relazioni fra Napoli e Bisanzio. Intorno all'836 i commerci condotti da Amalfi erano in piena espansione e raggiungevano i territori dell'Italia meridionale fino alla Sicilia e quelli dell'Africa mediterranea, ormai da molto tempo sotto il dominio degli arabi.

## Età antica e alto Medioevo
Una villa esisteva ad Amalfi già dal I secolo a.C. La città fu fondata nel V secolo da Romani in fuga dalle invasioni barbariche. Nel VI secolo, durante la Guerra gotica presentò già una simpatia per Bisanzio. Alla discesa di Alboino, in Italia, Amalfi fu trasformata in fortezza.
Nel 786 il duca longobardo di Benevento attaccò Amalfi e la cinse d'assedio; l'intervento del duca di Napoli fermò l'assedio.
A seguito il duca di Benevento spostò la capitale a Salerno, dove ne sviluppò la capacità per fare concorrenza ad Amalfi.
Nel IX secolo, a seguito di successivi conflitti con il duca longobardo, il Ducato di Napoli chiese aiuto ai saraceni di Sicilia, i quali si presentarono con una potente squadra navale per liberare la città e strinsero un'alleanza con il duca di Napoli, che li avvantaggiò ai danni di Amalfi.
Nel 840, o 839, gli amalfitani proclamarono così l'indipendenza, eleggendo dei prefetti per il governo della città.

## Periodo di Indipendenza

L'Italia attorno al 1000

Nell'839, sempre nel contesto della lotta fra Longobardi e Greco-Bizantini, la filobizantina Amalfi viene assalita ed espugnata dal longobardo, principe di Benevento, Sicardo, poi assassinato in una congiura di palazzo. 
In seguito alla tragica morte di Sicardo e la lotta per la successione al Principato di Benevento, gli amalfitani si ribellarono riuscendo a cacciare il presidio longobardo. Il primo settembre dell'839, fu acquistata l'autonomia amministrativa (anche se sussisteva una formale tutela di Bisanzio tramite il Ducato di Napoli); ma era un principio di libertà.
Con la ripresa della politica espansionistica degli Arabi del Magreb, il duca di Napoli Sergio fu costretto a costituire una Lega Campana a cui aderirono Gaeta, Sorrento e Amalfi.

Allorché i Musulmani tentarono di penetrare in Roma, attraverso il Tevere, la Lega Campana, spronata dal pontefice Papa Leone IV, mobilitò la sua flotta e sconfisse, nel corso della leggendaria Battaglia di Ostia, gli invasori alla foce del fiume romano (849).
In seguito il duca di Napoli ritornò ad allearsi con i saraceni, che razziarono la zona tra Capua e Benevento; Amalfi sollecitata da Costantinopoli riprese a combattere contro Napoli e nell'872 ottenne una vittoria all'isola di San Salvatore (attuale Castel dell'Ovo). In cambio l'Imperatore bizantino donò Capri ad Amalfi.
Amalfi, nonostante fosse impegnata in un conflitto armato contro i musulmani, continuò comunque ad avere rapporti commerciali, sia pure in misura ridotta, con i mercanti arabi della Sicilia, della Spagna e dell'Africa.
La vita degli abitanti di Amalfi si svolgeva essenzialmente sul mare, data la sua particolare posizione geografica, tra la costa e i monti. Alle attività legate al commercio si interessavano tutti gli abitanti, non esclusa la nobiltà che era tradizionalmente più legata alla proprietà fondiaria.
La prassi commerciale era regolata secondo le norme contenute nelle Tavole amalfitane, una delle basi del diritto societario moderno. 
Lo sviluppo dei commerci favorì l'espansione degli Amalfitani verso i territori del Mediterraneo centrale e orientale dove sorsero i primi stanziamenti di mercanti che si stabilirono in colonie. È del 996 la sicura conoscenza di una numerosa e forte colonia al Cairo.
Per un errore di interpretazione di un testo latino, che riferiva invece che l'invenzione della bussola era attribuita dallo storico Flavio Biondo agli Amalfitani, il filologo Giambattista Pio sostenne che la bussola fosse stata inventata dall'amalfitano Flavio Gioia. Nel testo in questione (Amalphi in Campania veteri magnetis usus inventus a Flavio traditur), tuttavia, non bisogna intendere Flavio come l'inventore della bussola, ma solo come colui che ha riportato la notizia: appunto Flavio Biondo. Tuttavia pare che proprio i navigatori amalfitani siano stati tra i primi ad usare quello strumento, ed il nome corretto del probabile inventore della bussola sarebbe Giovanni Gioia. 

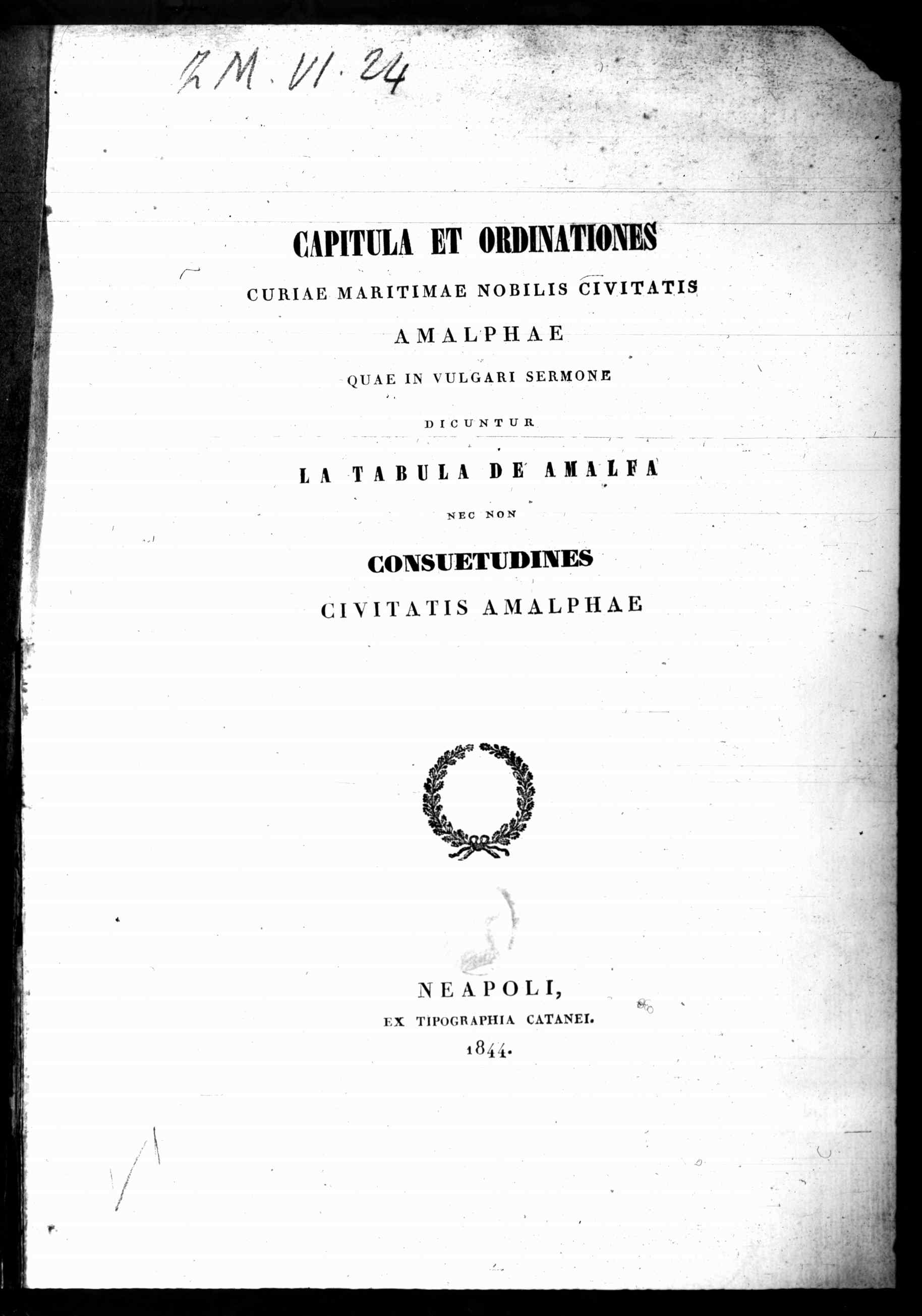
Le consuetudini della città di Amalfi (Consuetudines civitatis Amalfiae), 1844

## Periodo di semidipendenza
Nella seconda metà del secolo XI la Repubblica di Amalfi venne a trovarsi in seria difficoltà, all'interno di un contesto che vedeva alternarsi le lotte tra i capi normanni, gli imperatori d'Oriente e d'Occidente e la Chiesa di Roma, con continui rivolgimenti nei principati campani.
La comunità amalfitana decise di rinunciare alla propria indipendenza chiedendo la protezione di Roberto il Guiscardo.
Nell'ottobre del 1126, durante il governo di Guglielmo, terzo duca di Puglia, i maggiorenti amalfitani, che godevano di larga autonomia amministrativa, conclusero un accordo riguardante i commerci con la Repubblica di Pisa. Questo trattato rispondeva ai rapporti amichevoli esistenti da diversi decenni tra le due città marinare per la complementarità dei loro interessi di mercato.
Il pontefice Innocenzo II (anche se preoccupato per la crisi scismatica provocata dall'antipapa Anacleto II) e il nuovo imperatore Lotario II, iniziarono una guerra contro Ruggero II di Sicilia, nella quale intervennero diversi principati nonché le Repubbliche di Pisa e di Genova.
Quando la guerra raggiunse anche la Campania, i Pisani, che con Napoli e con altre città della regione (tra cui la stessa Amalfi) avevano stretto rapporti di affari, raccolsero l'invito del pontefice per un diretto intervento.

Il 4 agosto 1135 attaccarono la non più libera città di Amalfi, ritenendo che la convenzione del 1126 non fosse più valida per la sua soggezione ai rivali Normanni.
Saccheggiate le navi alla fonda nel porto e quasi distrutto l'abitato, i Pisani furono attaccati dall'esercito di Ruggero II, proveniente da Aversa attraverso le montagne. Si verificarono diversi scontri nei quali, soprattutto lungo la costiera amalfitana, si impegnarono le milizie pisane, ma la guerra terminò favorevolmente per Ruggero II, il quale nel luglio del 1139 ottenne il pieno riconoscimento dalla Chiesa e dall'Impero della sua piena giurisdizione su tutta l'Italia meridionale: Amalfi era caduta per sempre sotto la dominazione normanna. 

## Periodo Normanno
Amalfi non fu mai più indipendente; tuttavia, il commercio non si fermò e anzi paradossalmente il valore della moneta amalfitana, il Tarì, aumentò sotto la dominazione normanna. Oltre al comunque vivissimo commercio marino, che si appoggiava alle numerose colonie d'oltremare, l'entrata nel dominio Normanno permise agli abitanti del ducato di aprire nuove rotte commerciali via terra, arrivando a controllare il commercio tra Campania e Puglia, e di aprirsi a nuovi affari come il prestito di denaro. Di fatto, si crearono nuovi centri di ricchezza nel Ducato e si svilupparono così le altre città della Costiera Amalfitana altre città oltre ad Amalfi: specialmente quella di Ravello.
Oltre i commerci, l'economia del Ducato era viva anche per le protoindustrie che sfruttavano la forza dei corsi d'acqua. La costiera tutta esportava la carta fatta dai panni, e il lavoro dei suoi mulini che macinavano il grano pugliese o siciliano. 
Quanto all'agricoltura, anche essa era fiorente per la produzione di limoni, di vino pregiato, di carni e di castagne.

## Periodo Svevo
Fu Federico II a togliere ad Amalfi gran parte dei suoi privilegi, poiché la città gli si era opposta. Il sovrano le tolse il diritto di battere moneta, e quindi l'indipendenza economica di cui prima godeva. Vari castelli furono convertiti in chiese per togliere alla città l'indipendenza militare: tra questi, quello di Castiglione in Atrani dove l'imperatore decise, per dispetto agli Amalfitani, di insediare una colonia di Egiziani convertiti il cui accento si sente ancora oggi nel dialetto locale. Anche la produzione della carta fu colpita dagli editti dell'Imperatore, che la escluse dall'uso di tutte le burocrazie in favore della pergamena.
In quest'aria di crisi, la fine dei commerci marittimi e della flotta militare arrivò dall'acqua con il devastante maremoto del 1343. Questo fu per la città un colpo di grazia: non tanto per la distruzione degli edifici civili, ma quanto perché il porto sprofondò interamente sott'acqua (dove è tuttora presente), e gli arsenali vennero irrimediabilmente danneggiati. In questo modo, la città non ebbe più la possibilità né di costruire, né di ospitare le navi che tanto la avevano resa grande. 
Il porto non sarebbe stato più ricostruito fino al '900.

## Periodo Napoletano
Durante la guerra tra angioini ed aragonesi la città si schierò con gli angioini, modificando anche i colori del proprio stemma e bandiera. La bandiera commerciale, croce bianca in campo nero, divenne su campo azzurro; la bandiera civile, banda rossa in campo bianco, divenne su campo azzurro; lo stemma, contenente le due bandiere, cambiò di conseguenza.
Il ducato, inizialmente retto dal papa, venne dato ai Piccolomini che lo ressero per qualche secolo. 
All'estinzione del ramo, i nobili amalfitani comprarono il ducato all'asta, rendendolo così una diretta dipendenza del re di Napoli.
Dal 1811 al 1860 è stato capoluogo dell'omonimo circondario appartenente al Distretto di Salerno del Regno delle Due Sicilie.
Dal 1860 al 1927, durante il Regno d'Italia è stato capoluogo dell'omonimo mandamento appartenente al Circondario di Salerno.

## Fondachi e colonie
Come le altre città marinare, anche Amalfi nel periodo di maggiore splendore e potenza aprì propri fandachi nel Mediterraneo. In particolare acquisì dei propri quartieri per i suoi commerci in varie citta: Costantinopoli (sede centrale), Laodicea, Gerusalemme, Tripoli di Siria, Alessandria d'Egitto, Il Cairo, Mehdia-Kairowan.

## Bibliografia

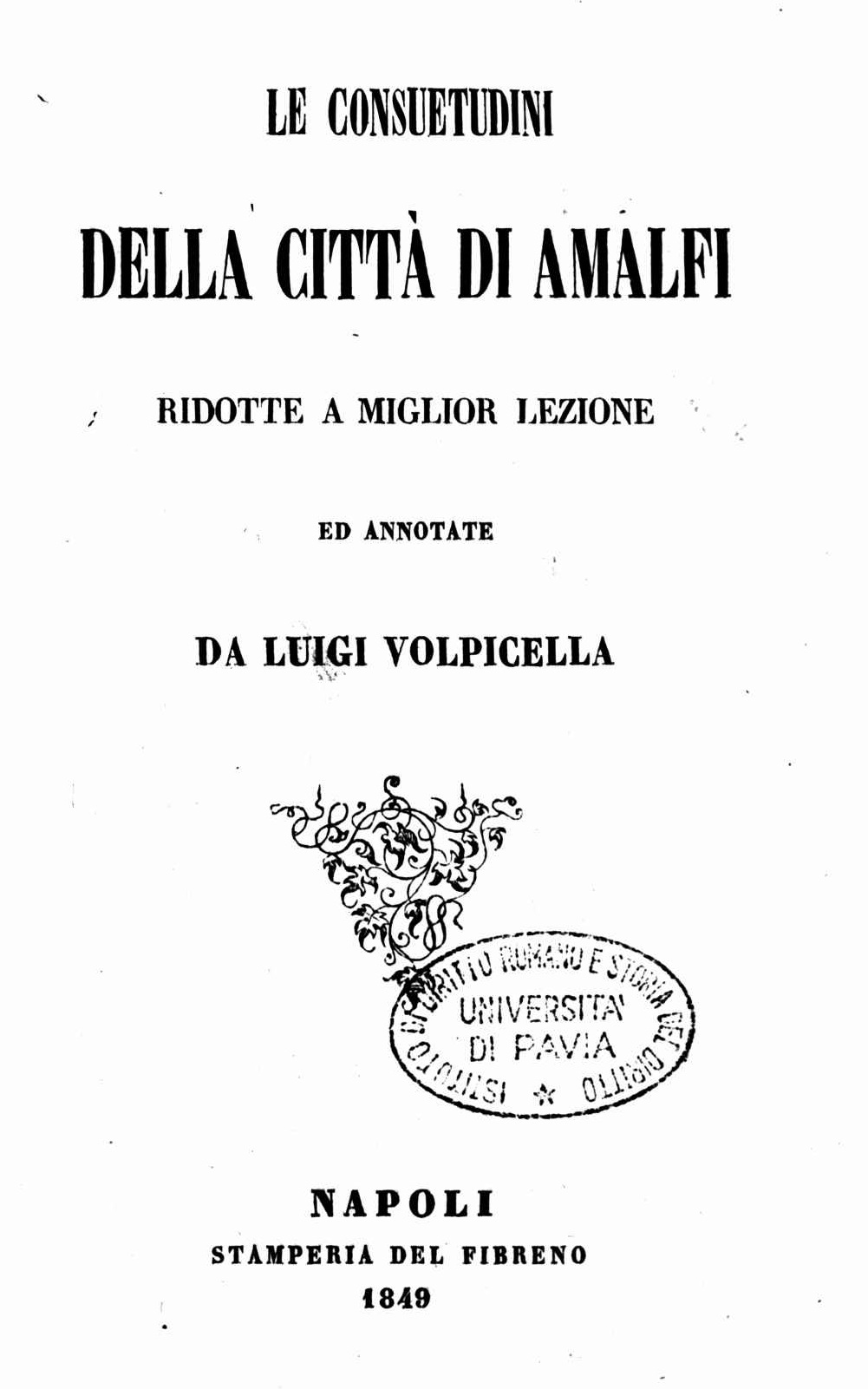
Le consuetudini della città di Amalfi, 1849